# Falgars d'en Bas
Falgars d'en Bas es una entidad de población española del municipio de La Vall d'en Bas, perteneciente a la provincia de Gerona, en la comunidad autónoma de Cataluña.

## Toponimia
El nombre del lugar puede encontrarse escrito con las grafías Falgars d'en Bas y Falgas den Bas.

## Historia
Hacia mediados del siglo XIX, el lugar, una aldea que por entonces formaba municipio con Joanetes, tenía contabilizada una población de 60 habitantes. Aparece descrito en el octavo volumen del Diccionario geográfico-estadístico-histórico de España y sus posesiones de Ultramar de Pascual Madoz con las siguientes palabras:

FALGAS DEN BAS: ald. que forma ayunt. con Juanetas en la prov. de Gerona (10 hor.), part. jud. de Olot (3 1/2), aud. terr., c. g. de Barcelona (20) y dióc. de Vich: sit. al E. y pié de la montaña de Cabrera en un pequeño llano, con buena ventilacion y clima frio, pero saludable. Tiene una igl. parr. (San Pedro) servida por un cura de primer ascenso, y el cementerío contiguo á ella. El térm. confina N. la Bola y Juanetas; E. San Esteban de Bas; S. Pruit, y O. San Julian; en él se encuentra una ermita titulada de Ntra. Sra. de Cabrera; sit. sobre una montaña de su mismo nombre, que se vé poblada de robles y hayas. El terreno es montañoso y pedregoso, con algunos prados naturales para la cria de algunas yeguas; le cruzan los caminos locales, y se hallan en mal estado. prod.: cereales, legumbres y hortalizas; cria ganado lanar, y abundante caza de liebres. pobl.: 19 vec., 60 alm. cap. prod.: 1.506,000. imp.: 37,650.
(Madoz, 1847, p. 12)

En 2023, la entidad singular de población de Falgars d'en Bas, ahora encuadrada dentro de la entidad colectiva de Joanetes, en el municipio de La Vall d'en Bas, tenía empadronados 9 habitantes, todos ellos en diseminado.